# جام کنفدراسیون‌ها ۲۰۰۱
جام کنفدراسیون‌ها ۲۰۰۱ پنجمین دورهٔ جام کنفدراسیون‌ها بود که از ۳۰ مه تا ۱۰ ژوئن ۲۰۰۱ به‌طور مشترک در دو کشور کره جنوبی و ژاپن (میزبانان جام جهانی ۲۰۰۲) برگزار شد. قهرمان این دوره فرانسه بود که در دیدار نهایی موفق شد ژاپن را با نتیجه ۱ به ۰ شکست دهد. با این قهرمانی، فرانسه بعد از برزیل دومین کشوری شد که توانست جام جهانی، جام ملت‌ها و جام کنفدراسیون‌ها را به طور پیاپی فتح کند.

## تیم‌های شرکت‌کننده

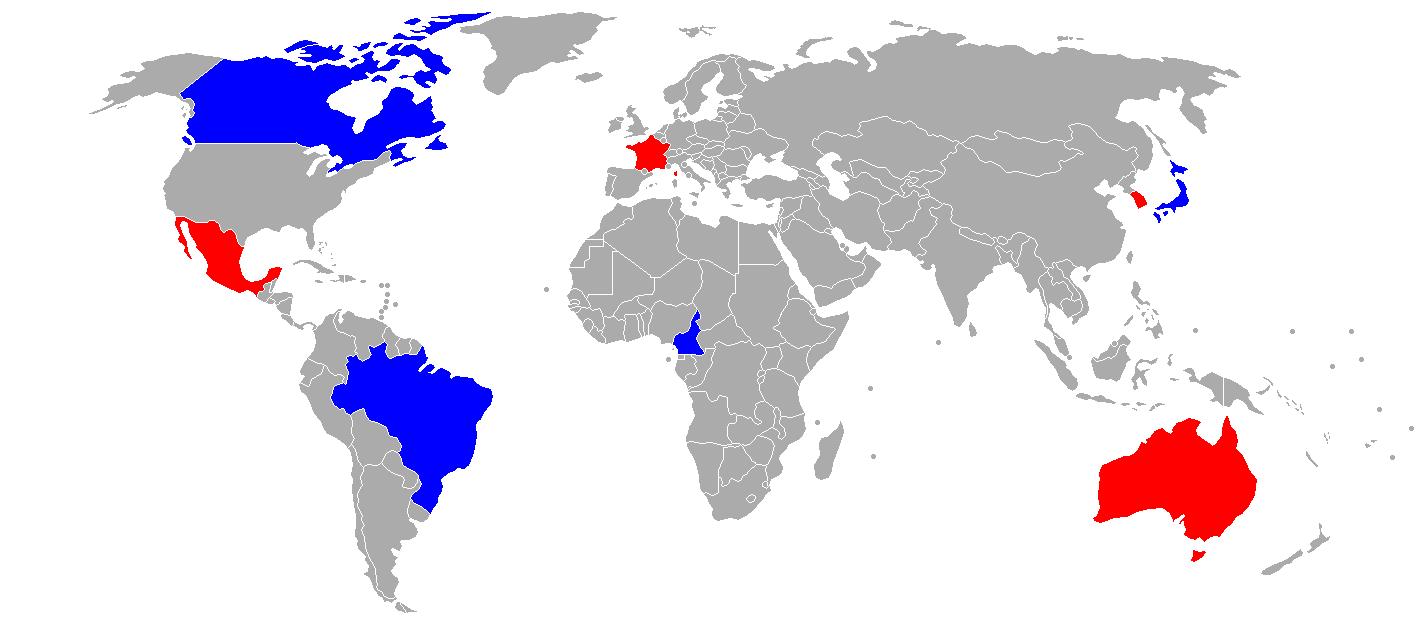
تیم‌های شرکت‌کننده در جام کنفدراسیون‌ها ۲۰۰۱

| تیم       | کنفدراسیون | عنوان                                             | تاریخ کسب مجوز             | تعداد حضور |
| --------- | ---------- | ------------------------------------------------- | -------------------------- | ---------- |
| کرهٔ جنوبی | اِی اِف سی   | میزبان جام جهانی ۲۰۰۲                             | ۳۱ مه ۱۹۹۶                 | ۱          |
| ژاپن      | اِی اِف سی   | میزبان جام جهانی ۲۰۰۲ قهرمان جام ملت‌های آسیا ۲۰۰۰ | ۳۱ مه ۱۹۹۶ ۲۹ اکتبر ۲۰۰۰   | ۲          |
| فرانسه    | یوفا       | قهرمان جام جهانی ۱۹۹۸ قهرمان یورو ۲۰۰۰            | ۱۲ ژوئیه ۱۹۹۸ ۲ ژوئیه ۲۰۰۰ | ۱          |
| برزیل     | کونمبول    | قهرمان کوپا آمریکا ۱۹۹۹                           | ۱۸ ژوئیه ۱۹۹۹              | ۳          |
| مکزیک     | کونکاکاف   | قهرمان جام کنفدراسیون‌ها ۱۹۹۹                      | ۴ آگوست ۱۹۹۹               | ۴          |
| کامرون    | کاف        | قهرمان جام ملت‌های آفریقا ۲۰۰۰                     | ۱۳ فوریه ۲۰۰۰              | ۱          |
| کانادا    | کونکاکاف   | قهرمان جام طلایی کونکاکاف ۲۰۰۰                    | ۲۷ فوریه ۲۰۰۰              | ۱          |
| استرالیا  | اُ اِف سی    | قهرمان جام ملت‌های اقیانوسیه ۲۰۰۰                  | ۲۸ ژوئن ۲۰۰۰               | ۲          |

## ورزشگاه‌ها
| کره جنوبی                  | کره جنوبی             | کره جنوبی          | کره جنوبی | دائجوسووناولسانجام کنفدراسیون‌ها ۲۰۰۱ (کره جنوبی) ·   |
| اولسان                     | سوون                  | دائجو              |           | دائجوسووناولسانجام کنفدراسیون‌ها ۲۰۰۱ (کره جنوبی) ·   |
| ورزشگاه جام مونسو          | ورزشگاه جام‌جهانی سوون | ورزشگاه دائجو      |           | دائجوسووناولسانجام کنفدراسیون‌ها ۲۰۰۱ (کره جنوبی) ·   |
| گنجایش: ۴۴٬۴۶۶ نفر         | گنجایش: ۴۳٬۹۵۹ نفر    | گنجایش: ۶۶،۴۲۲ نفر |           | دائجوسووناولسانجام کنفدراسیون‌ها ۲۰۰۱ (کره جنوبی) ·   |
|                            |                       |                    |           | دائجوسووناولسانجام کنفدراسیون‌ها ۲۰۰۱ (کره جنوبی) ·   |
| ژاپن                       | ژاپن                  | ژاپن               | ژاپن      | یوکوهاماایباراکینیگاتاجام کنفدراسیون‌ها ۲۰۰۱ (ژاپن) · |
| یوکوهاما                   | ایباراکی              | نیگاتا             |           | یوکوهاماایباراکینیگاتاجام کنفدراسیون‌ها ۲۰۰۱ (ژاپن) · |
| ورزشگاه بین‌المللی یوکوهاما | ورزشگاه فوتبال کاشیما | ورزشگاه نیگاتا     |           | یوکوهاماایباراکینیگاتاجام کنفدراسیون‌ها ۲۰۰۱ (ژاپن) · |
| گنجایش: ۷۲،۳۲۷ نفر         | گنجایش: ۴۰،۷۲۸ نفر    | گنجایش: ۴۲،۳۰۰ نفر |           | یوکوهاماایباراکینیگاتاجام کنفدراسیون‌ها ۲۰۰۱ (ژاپن) · |
|                            |                       |                    |           | یوکوهاماایباراکینیگاتاجام کنفدراسیون‌ها ۲۰۰۱ (ژاپن) · |

## داوران
| آفریقا - جمال غندور - فلیکس تانگاواریما آسیا - علی بوجسیم - لو جون اروپا - هیو دالاس - هلموت کروگ - کیم میلتون نیلسن | آمریکای شمالی، مرکزی و کارائیب - بنیتو آرچندیا - کارلوس باترس اقیانوسیه - سیمون میکالف آمریکای جنوبی - بایرن مورنو - اسکار رویز |

## مرحلهٔ گروهی

### گروه ۱
| رتبه | تیم       | بازی | برد | مساوی | باخت | زده | خورده | تفاضل | امتیاز | توضیحات            |
| ---- | --------- | ---- | --- | ----- | ---- | --- | ----- | ----- | ------ | ------------------ |
| ۱    | فرانسه    | ۳    | ۲   | ۰     | ۱    | ۹   | ۱     | ۸+    | ۶      | صعود به نیمه‌نهایی  |
| ۲    | استرالیا  | ۳    | ۲   | ۰     | ۱    | ۳   | ۱     | ۲+    | ۶      | صعود به نیمه‌نهایی  |
| ۳    | کرهٔ جنوبی | ۳    | ۲   | ۰     | ۱    | ۳   | ۶     | ۳−    | ۶      | حذف از مرحلهٔ گروهی |
| ۴    | مکزیک     | ۳    | ۰   | ۰     | ۳    | ۱   | ۸     | ۷−    | ۰      | حذف از مرحلهٔ گروهی |

نحوهٔ قرار گرفتن در جدول:
1st امتیاز،
2nd تفاضل،
3rd گل زده

رتبه = رتبه در جدول، بازی = تعداد بازی، برد = بازی‌های برده، مساوی = بازی‌های مساوی، باخت = بازی‌های باخته، زده = گل زده، خورده = گل خورده، تفاضل = تفاضل گل، امتیاز = امتیاز گرفته 
| فرانسه                                                                                        | ۵–۰    | کرهٔ جنوبی |
| --------------------------------------------------------------------------------------------- | ------ | --------- |
| استیو مارلت ۹' · پاتریک ویرا ۱۹' · نیکولا آنلکا ۳۴' · یوری ژورکائف ۸۰' · سیلوین ویلتورد ۲+۹۰' | Report |           |

| مکزیک | ۰–۲    | استرالیا                         |
| ----- | ------ | -------------------------------- |
|       | Report | شان مورفی ۲۰' · یوسیپ اسکوکو ۵۴' |

| استرالیا       | ۱–۰    | فرانسه |
| -------------- | ------ | ------ |
| کلیتون زین ۶۰' | Report |        |

| کرهٔ جنوبی                            | ۲–۱    | مکزیک           |
| ------------------------------------ | ------ | --------------- |
| هوانگ سون هونگ ۵۶' · یو سانگ چول ۹۰' | Report | ویکتور رویز ۸۱' |

| فرانسه                                                   | ۴–۰    | مکزیک |
| -------------------------------------------------------- | ------ | ----- |
| سیلوین ویلتورد ۹' · اریک کاریر ۶۳'، ۸۴' · رابرت پیرس ۷۱' | Report |       |

| کرهٔ جنوبی          | ۱–۰    | استرالیا |
| ------------------ | ------ | -------- |
| هوانگ سون هونگ ۲۴' | Report |          |

### گروه ۲
| رتبه | تیم    | بازی | برد | مساوی | باخت | زده | خورده | تفاضل | امتیاز | توضیحات            |
| ---- | ------ | ---- | --- | ----- | ---- | --- | ----- | ----- | ------ | ------------------ |
| ۱    | ژاپن   | ۳    | ۲   | ۱     | ۰    | ۵   | ۰     | ۵+    | ۷      | صعود به نیمه‌نهایی  |
| ۲    | برزیل  | ۳    | ۱   | ۲     | ۰    | ۲   | ۰     | ۲+    | ۵      | صعود به نیمه‌نهایی  |
| ۳    | کامرون | ۳    | ۱   | ۰     | ۲    | ۲   | ۴     | ۲−    | ۳      | حذف از مرحلهٔ گروهی |
| ۴    | کانادا | ۳    | ۰   | ۱     | ۲    | ۰   | ۵     | ۵−    | ۱      | حذف از مرحلهٔ گروهی |

نحوهٔ قرار گرفتن در جدول:
1st امتیاز،
2nd تفاضل،
3rd گل زده

رتبه = رتبه در جدول، بازی = تعداد بازی، برد = بازی‌های برده، مساوی = بازی‌های مساوی، باخت = بازی‌های باخته، زده = گل زده، خورده = گل خورده، تفاضل = تفاضل گل، امتیاز = امتیاز گرفته 
| برزیل                           | ۲–۰    | کامرون |
| ------------------------------- | ------ | ------ |
| واشنگتن ۵۳' · کارلوس میگوئل ۵۷' | Report |        |

| ژاپن                                                         | ۳–۰    | کانادا |
| ------------------------------------------------------------ | ------ | ------ |
| شینجی اونو ۵۷' · آکینوری نیشیزاوا ۶۰' · هیروآکی موریشیما ۸۸' | Report |        |

| کانادا | ۰–۰    | برزیل |
| ------ | ------ | ----- |
|        | Report |       |

| کامرون | ۰–۲    | ژاپن                    |
| ------ | ------ | ----------------------- |
|        | Report | تاکایوکی سوزوکی ۸'، ۶۵' |

| برزیل | ۰–۰    | ژاپن |
| ----- | ------ | ---- |
|       | Report |      |

| کامرون                                  | ۲–۰    | کانادا |
| --------------------------------------- | ------ | ------ |
| برنارد تیچواتنگ ۴۸' · پاتریک امبوما ۸۳' | Report |        |

## مرحلهٔ حذفی
|  | نیمه‌نهایی‌         | نیمه‌نهایی‌     |   |                 | نهایی              | نهایی |  |
|  |                   |               |   |                 |                    |       |  |
|  | ۷ ژوئن – یوکوهاما |               |   |                 |                    |       |  |
|  | ژاپن              | ۱             |   |                 |                    |       |  |
|  | استرالیا          | ۰             |   |                 |                    |       |  |
|  |                   |               |   |                 |                    |       |  |
|  |                   |               |   |                 | ۱۰ ژوئن – یوکوهاما |       |  |
|  |                   |               |   |                 | ژاپن               | ۰     |  |
|  |                   | فرانسه        | ۱ |                 |                    |       |  |
|  |                   |               |   |                 |                    |       |  |
|  |                   |               |   |                 |                    |       |  |
|  |                   |               |   |                 | مقام سومی          |       |  |
|  | ۷ ژوئن – سوون     | ۷ ژوئن – سوون |   | ۹ ژوئن – اولسان | ۹ ژوئن – اولسان    |       |  |
|  | فرانسه            | ۲             |   | استرالیا        | ۱                  |       |  |
|  | برزیل             | ۱             |   |                 | برزیل              | ۰     |  |

### نیمه‌نهایی
| ژاپن               | ۱–۰    | استرالیا |
| ------------------ | ------ | -------- |
| هیدتوشی ناکاتا ۴۳' | Report |          |

| فرانسه                          | ۲–۱    | برزیل       |
| ------------------------------- | ------ | ----------- |
| رابرت پیرس ۷' · مارسل دسایی ۵۴' | Report | رونالدو ۳۰' |

### رده‌بندی
| استرالیا      | ۱–۰    | برزیل |
| ------------- | ------ | ----- |
| شان مورفی ۸۴' | Report |       |

### فینال
| ژاپن | ۰–۱    | فرانسه          |
| ---- | ------ | --------------- |
|      | Report | پاتریک ویرا ۳۰' |

## قهرمان
| قهرمان جام کنفدراسیون‌ها ۲۰۰۱ |
| ---------------------------- |
| · فرانسه · اولین عنوان       |

## جوایز
| برندهٔ توپ طلایی | برندهٔ کفش طلایی | جایزهٔ بازی جوانمردانه |
| --------------- | --------------- | --------------------- |
| رابرت پیرس      | رابرت پیرس      | ژاپن                  |

| برندهٔ توپ نقره‌ای | برندهٔ کفش نقره‌ای |
| ---------------- | ---------------- |
| پاتریک ویرا      | اریک کاریر       |
| برندهٔ توپ برنزی  | برندهٔ کفش برنزی  |
| هیدتوشی ناکاتا   | هوانگ سون هونگ   |

## گلزنان برتر
۲ گل
- شان مورفی
- اریک کاریر
- رابرت پیرس
- پاتریک ویرا
- سیلوین ویلتورد
- تاکایوکی سوزوکی
- هوانگ سون هونگ